# Benjamín González
Benjamín González Gómez  (né le 12 avril 1958 à Madrid et mort le 6 juin 2011 à Abadiño) est un athlète espagnol, spécialiste du 400 et du 800 mètres.

## Biographie
Il remporte la médaille de bronze du 400 m lors des Championnats d'Europe en salle 1982, à Milan, s'inclinant face au Soviétique Pavel Konovalov et au Hongrois Sándor Újhelyi. En 1985, l'Espagnol se classe deuxième du 800 m des Jeux mondiaux en salle de Paris-Bercy derrière son compatriote Colomán Trabado. 

### Palmarès
| Date | Compétition                    | Lieu  | Résultat | Épreuve |
| ---- | ------------------------------ | ----- | -------- | ------- |
| 1984 | Championnats d'Europe en salle | Milan | 3e       | 800 m   |
| 1985 | Jeux mondiaux en salle         | Paris | 2e       | 800 m   |

### Records
| Épreuve | Performance   | Lieu     | Date            |
| ------- | ------------- | -------- | --------------- |
| 400 m   | 46 s 48       | Bucarest | 24 juillet 1981 |
| 800 m   | 1 min 46 s 53 | Madrid   | 14 juin 1985    |